# スタテンアイランド鉄道
スタテンアイランド鉄道 (スタテンアイランドてつどう、英: Staten Island Railway) は、アメリカ合衆国ニューヨーク近郊の島である、スタテンアイランドを走る鉄道路線。略称はSIR。
しばしばその鉄道を運営する会社を指すこともあるが、正式な会社名はStaten Island Rapid Transit Operating Authorityと言い、ニューヨーク近郊の通勤鉄道、路線バスなどを運営するメトロポリタン・トランスポーテーション・オーソリティ (Metropolitan Transportation Authority, MTA) の傘下にある。
SIRはニューヨーク市地下鉄で使われているR44型車両の亜種とR211S形を所持しており使用している。また、乗客は地下鉄路線を自由に乗れ、また地下鉄の路線図にはSIRも含まれている。路線は島の外へは通じておらず、他の鉄道も乗り入れていないので、SIRに乗車した通勤客は大抵は島の北側からフェリーに乗り換えてマンハッタンへ向かう。
SIRは各駅停車限定で24時間運行を行う。急行列車は平日朝夕の南北行き双方向、夕方の南行（トッテンビル方面）に対して設定されている。

## 歴史

### 路線の開業
現在のSIRの最初の路線は1860年に開業した。当初はフェリーの乗り換え駅のトムキンスビル (Tomkinsville) から現在島の南部のターミナル駅であるトッテンビル (Tottenville) までであった。そのころボルチモア・アンド・オハイオ鉄道 (Baltimore and Ohio Railroad, B&O) はニューヨーク市街地での旅客と貨物の路線を開発しようとしていた。彼らはニュージャージへつながっていないこの小さい鉄道、SIRを購入した。強力な後ろ盾が出来たことで、トムキンスビル (Tomkinsville) から先北方への延伸が進んだ。B&Oは複線化や硬い岩盤におけるトンネルの建設を支援した。こうして路線は一駅延伸し、島の北東部の角に達した。周辺一帯の地域は島の弁護士の名声に由来したセント・ジョージ (St.George) へと改名され、新設された駅にも同じ名がつけられた。新駅にはマンハッタンとを結ぶ、巨大フェリーターミナル、車両基地、車両移動用の浮き桟橋が設けられた。
1924年8月には島内の3つの旅客路線で電化工事が始まった。

## 車両
- R44形
- R211S形

## 料金
SIRの運賃制度は独特であり、料金を払う必要があるのはセント・ジョージ駅 (St.George)かその隣、トムキンスビル駅 (Tomskinville) で乗降する場合のみであり、2.25ドルを支払う。逆に乗車駅・降車駅がともにこれらの駅以外である場合は運賃は無料である。1997年以前はいくつかの駅を一つにまとめたゾーン制を適用していた。ただし、このゾーンは全線にわたり一つであり、実質的には全線均一運賃であった。
運賃の支払いには現金のほかにMTAの発行するプリペイドカードであるメトロカードが使用できる

## 駅一覧
| 凡例 | 凡例         |
| ---- | ------------ |
|      | 全時間帯停車 |
|      | 廃止         |

|                    | 駅名                         | バリアフリー・アクセス | 接続                         |
| ------------------ | ---------------------------- | ---------------------- | ---------------------------- |
| スタテンアイランド |                              |                        |                              |
|                    | セント・ジョージ駅           | バリアフリー・アクセス | スタテンアイランド・フェリー |
|                    | トンプキンスヴィル駅         |                        |                              |
|                    | ステープルトン駅             |                        |                              |
|                    | クリフトン駅                 |                        |                              |
|                    | グラスミア駅                 |                        |                              |
|                    | オールド・タウン駅           |                        |                              |
|                    | ドンガン・ヒルズ駅           | バリアフリー・アクセス |                              |
|                    | ジェファーソン・アベニュー駅 |                        |                              |
|                    | グラント・シティ駅           |                        |                              |
|                    | ニュー・ドープ駅             |                        |                              |
|                    | オークウッド・ハイツ駅       |                        |                              |
|                    | ベイ・テラス駅               |                        |                              |
|                    | グレート・キルズ駅           | バリアフリー・アクセス |                              |
|                    | エルティングヴィル駅         |                        |                              |
|                    | アナデール駅                 |                        |                              |
|                    | ヒューゲナット駅             |                        |                              |
|                    | プリンセス・ベイ駅           |                        |                              |
|                    | プレザント・プレインズ駅     |                        |                              |
|                    | リッチモンド・バレー駅       |                        |                              |
|                    | ナッソー駅                   |                        |                              |
|                    | アーサー・キル駅             | バリアフリー・アクセス |                              |
|                    | アトランティック駅           |                        |                              |
|                    | トッテンヴィル駅             | バリアフリー・アクセス |                              |